# Kaiyuan Za Bao
Kaiyuan Za Bao, ou Kaiyuan Chao Bao (em português, Boletim da Corte) foi uma publicação oficial que apareceu pela primeira vez no século VIII, durante a era Kaiyuan. Ela foi descrita como o primeiro jornal ou gazeta oficial em língua chinesa, bem como a primeira revista do mundo. Seus principais assinantes eram funcionários imperiais. Todos os dias, notícias políticas e domésticas eram coletadas pelos editores, e os redatores as transcreviam para enviá-las às províncias. O jornal era escrito à mão em seda e circulou entre 713 e 734.